# Palmas del Socorro
Palmas del Socorro là một khu tự quản thuộc tỉnh Santander, Colombia. Thủ phủ của khu tự quản Palmas del Socorro đóng tại Palmas del Socorro Khu tự quản Palmas del Socorro có diện tích 64 ki lô mét vuông. Đến thời điểm ngày 28 tháng 5 năm 2005, khu tự quản Palmas del Socorro có dân số 2389 người.